# Metadasynemella cassidinensis
Metadasynemella cassidinensis är en rundmaskart som beskrevs av Vitiello och Haspeslagh. Metadasynemella cassidinensis ingår i släktet Metadasynemella och familjen Ceramonematidae. Inga underarter finns listade i Catalogue of Life.